# Pseudobombax endecaphyllum
Pseudobombax endecaphyllum là một loài thực vật có hoa trong họ Cẩm quỳ. Loài này được (Vell.) A. Robyns miêu tả khoa học đầu tiên năm 1963.